# Buziet
Buziet  es una población y comuna francesa, en la región de Aquitania, departamento de Pirineos Atlánticos, en el distrito de Oloron-Sainte-Marie y cantón de Oloron-Sainte-Marie-Est.

## Historia
En el censo de 1385 Buziet tenía 24 fuegos (hogares). Es así como, en la época, se hacía el censo del número de hogares. Cada fuego constaba de tres o cuatro generaciones.
En los siglos XIV y XV, Buziet era conocido por la fábrica de carracas, muy utilizadas en la época en las iglesias. Los monaguillos las utilizaban para llamar a los feligreses para asistir a los servicios religiosos de la Iglesia, de ahí el nombre de Carrasque en Béarnais y el nombre de sus habitantes "Lous Carascayres".
Un puente romano, situado en la plaza Lonibos, nos da el testimonio de la ruta que utilizaban los romanos para llegar a su campamento no lejos de la antigua iglesia en Castera. Las ruinas de la iglesia románica de Buziet, hoy todavía visibles. Fue destruida por la artillería de Bayona durante el reinado de Luis XVIII. La iglesia sirvió como escondite para los veteranos de Napoleón I que convertidos en ladrones saquearon los pueblos de los alrededores. El Ayuntamiento de Buziet instauró una Guardia Municipal para patrullar día y noche para detener estos individuos que portaban armas de fuego.
La iglesia del siglo XVII tiene un campanario típico, un retablo de madera dorada del siglo XVII, un Cristo y una cruz procesional del siglo XII procedente de la antigua iglesia románica situada en el lugar llamado Castera (del latín Castra: Campamento), cerca del antiguo campamento romano.
El 15 de junio de 1816 se hizo una batida de lobos. Estos animales feroces asolaban el ganado en libertad al borde del Gave de Ossau. La Comuna pagó los gastos para la compra de municiones, piedras, pólvora, etc.
En 1884, el Ayuntamiento de Buziet, ayudado por una petición de la población, obtuvo del ministro de Asuntos Religiosos, la salida del Abad Carlon y pidió volver a la religión reformada, por la presencia de un pastor. Esto demuestra que la Comuna de Buziet era protestante durante el reinado de Jeanne de Albret, madre del rey Enrique IV.
La Primera República había abolido los derechos de propiedad. Las tierras que los campesinos trabajaban, fueron afectadas por la reforma agraria. Estas tierras fueron catastradas en 1807, por primera vez en Buziet, por Jean Sallenave, secretario general y topógrafo con domicilio en Buziet.
El 17 de julio de 1944 el pueblo fue rodeado por los nazis. Los guerrilleros de Buziet, la mayoría excombatientes españoles del bando republicano, vivían en el Bager. Los alemanes después de agrupar todos los hombres válidos del pueblo decidieron fusilar 22 guerrilleros. Uno de ellos logró escapar y consiguió salvarse del pelotón de ejecución. Una conmemoración de la masacre tiene lugar cada año en julio. El mismo día 17 de julio, dos mujeres del pueblo también recibieron disparos a quemarropa en su respectiva casa.
En 1974, el municipio decidió eliminar 160 hectáreas de baldíos de helecho. Las granjas vieron un medio para ampliar sus tierras con el fin de convertirlas en pastizales.

## Demografía
| 630 | 524 | 620 | 602 | 675 | 680 | 697 | 664 | 673 | 681 | 674 | 610 | 631 | 626 | 625 | 603 | 604 | 570 | 555 | 504 | 479 | 485 | 408 | 363 | 322 | 318 | 343 | 308 | 313 | 340 | 369 | 371 | 417 |
| Para los censos de 1962 a 1999 la población legal corresponde a la población sin duplicidades (Fuente: INSEE [Consultar]) |     |     |     |     |     |     |     |     |     |     |     |     |     |     |     |     |     |     |     |     |     |     |     |     |     |     |     |     |     |     |     |     |

## Economía
La principal actividad es la agrícola (ganadería, pastos y maíz).